# Johann Tobias Ries
Johann Tobias Ries (* 13. November 1652 in Schmalkalden; † 27. März 1715 in Kassel) war ein deutscher Jurist, Verwaltungsbeamter und Diplomat.

## Familie
Ries war der Sohn des Bürgermeisters in Schmalkalden Tobias Ries (* um 1616) und dessen Ehefrau Eva geborene Scheer, der Tochter des Stadtschultheißen Volkwein Scheer in Salzungen. Ries war evangelischer Konfession und heiratete am 2. Oktober 1688 Juliane Margarethe Stückrad (1666–1740), die Tochter des Rats und Amtmanns Theodor Benjamin Stückrad (1624–1682). Aus der Ehe gingen 8 Söhne und eine Tochter hervor.

## Leben
Ries besuchte die Stadtschulen in Schmalkalden und Kassel. Danach studierte er ab 1670 Rechtswissenschaften in Erfurt und Kiel. Zwischenzeitlich war er Hofmeister bei den Herren von Manteuffel in Kurland. 1678 setzte er das Studium in Rinteln und 1681 in Marburg fort. 1681 wurde er Hofmeister bei dem Sohn (Wilhelm Ludwig von Dörnberg) des Präsidenten der Kasseler Regierung Wolfgang Ferdinand von Dörnberg. Mit diesem absolvierte er eine Studien- und Bildungsreise durch Deutschland, die Schweiz und Frankreich. 1686 wurde er in Heidelberg zum Dr. jur promoviert.
Danach war er Dörnbergischer Amtmann im Gericht Breitenbach. 1702 ernannte Landgraf Karl ihn zum Regierungs- und Steuerrat in Kassel. Später war er in landgräflichen Diensten als Diplomat in Berlin, Wien, Holland und Friesland tätig. In Wien verhandelte er erfolglos um das Privilegium de non appellando (dieses erhielt Hessen-Kassel erst 1746).

## Werke
- De jure sequestrationis. Diss, Heidelberg, 1686.